# The Many Ways
The Many Ways è un singolo del cantante statunitense Usher, pubblicato nel 1995 ed estratto dall'album Usher.

## Tracce
1. Many Ways [Album Version]
2. Many Ways [Radio Version]
3. Many Ways [Album Instrumental]